# Cranioleuca albiceps
Cranioleuca albiceps е вид птица от семейство Furnariidae. Видът е незастрашен от изчезване.

## Разпространение
Разпространен е в Боливия и Перу.